# Rodillas (álbum)
Rodillas es el sexto álbum solista de la cantante argentina María Rosa Yorio, con el cual marcaría su alejamiento de la escena masiva del rock nacional. Las sesiones de grabación se llevan a cabo por la madrugada, y comienzan a surgir roces entre la cantante y su sello discográfico.
El material sigue la línea pop de Puertos, aunque la temática no está tan enfocada en el romanticismo y es musicalmente más elaborado que el anterior. Este sonido moderno en gran parte se debe a los aportes de músicos que formaban bandas del momento, como Metrópoli y Los Encargados. Yorio se hace cargo de la producción, con colaboraciones de varios músicos, entre ellos Andrés Calamaro y Willy Iturri.
Rodillas contiene una versión de Me cuesta tanto olvidarte, canción del grupo español Mecano.
Está prevista la reedición de este material a través del sello SonyBMG.

## Lista de temas
- Rodillas (Angel; María Rosa Yorio)
- Loca Sensación (Claudio Martínez)
- Podrás Viajar (María Rosa Yorio; Jorge Haro)
- Debo Soñar (con el Amor de Alguien) (Ulises Butrón)
- No Hables Más (María Rosa Yorio; Encinnas; Rick Anna)
- Vas a Elegir (Andrés Calamaro)
- Dibujos en la Oscuridad (Jorge Haro; Alejandro Fiori)
- Sentidos Controlados (Jorge Haro; Sais)
- Sin Embargo Sola (María Rosa Yorio; Willy Iturri)
- Me Cuesta Tanto Olvidarte (José María Cano)

## Músicos
- Daniel Ávila: Batería, Hi Hat, Platos
- Marcelo Fink: Bajo
- Jorge Haro: Teclados
- Ernesto Dmitruk: Guitarra
- Oscar Feldman: Saxo
- Claudio Martínez: Batería, caja rítmica, bajo y teclados
- Pablo Novoa: Guitarra
- Rick Anna: Guitarra y teclados
- Eddie Nogueira: Guitarra rítmica
- Andrés Calamaro: Instrumentos varios, percusión y voz
- Willy Iturri: Teclados
- Mario Maselli: Teclados

## Personal
- Producción General: María Rosa Yorio, con la colaboración de Rick Anna, Claudio Martínez, Pablo Novoa, Andrés Calamaro y Willy Iturri
- Técnicos de Grabación: Roberto Fernández, Mario Breuer & Mariano López
- Asistentes de Grabación: Pollo Galzerano, Martín Menzel & Ariel Trucone
- Programación de Caja Rítmica y Percusión Electrónica: Rick Anna
- Arte, Diseño y Realización de Tapa: Caíto Lorenzo y Marcela Barreiro
- Diseño de Letras de Tapa y Areografía: Juan D. Mercére
- Fotos: Caíto Lorenzo

- Datos: Q6110431